# Bukjeju
Huyện Bukjeju (Bukjeju-gun; "Huyện Jeju Bắc") là một huyện ở tỉnh Jeju, Hàn Quốc cho đến 1 tháng 7 năm 2006, nó được sáp nhập với Thành phố Jeju.

## Liên kết
- Trang chính phủ huyện Lưu trữ ngày 11 tháng 12 năm 2005 tại Wayback Machine